# Get Your Gunn
Get Your Gunn är en sång framförd av Marilyn Manson. Sången, som är bandets debutsingel, är skriven av Marilyn Manson, Daisy Berkowitz och Gidget Gein.
Sången är inspirerad av pro-lifeaktivisten Michael F. Griffins mord på abortläkaren David Gunn i Pensacola den 10 mars 1993. I låtens stick kan man höra utdrag ur den presskonferens politikern Budd Dwyer höll den 22 januari 1987; sticket innehåller även ljudet av det revolverskott med vilket Dwyer sköt sig till döds.
Den 20 april 1999 förövade två tonåringar en massaker på Columbine High School i Colorado. Efteråt påstods det att gärningsmännen hade lyssnat på Marilyn Mansons musik och att "Get Your Gunn" hade givit dem inspiration till massmordet. Marilyn Manson svarade i ett brev, som publicerades i Rolling Stone.

## Låtförteckning
1. "Get Your Gunn" (Album Version) – 3:18
2. "Misery Machine" (Album Version) – 4:44
3. "Mother Inferior Got Her Gunn" – 5:39
4. "Revelation #9" – 12:57

## Medverkande
- Marilyn Manson – sång
- Daisy Berkowitz – gitarr
- Madonna Wayne Gacy – hammondorgel
- Sara Lee Lucas – trummor
- Gidget Gein – elbas
- Twiggy Ramirez